# فيرمونت (أوكلاهوما)
فيرمونت (بالإنجليزية: Fairmont, Oklahoma)‏ هي بلدة أمريكية تقع في الولايات المتحدة في مقاطعة غارفيلد، أوكلاهوما. يقدر عدد سكانها بـ 147 نسمة ومساحتها 0.7 كم2 و وترتفع عن سطح البحر 366 متر.